# Юрасек, Матей
Ма́тей Ю́расек (чеш. Matěj Jurásek; род. 30 августа 2003, Чехия) — чешский футболист, полузащитник клуба «Норвич Сити» и сборной Чехии. Участник чемпионата Европы 2024.

## Клубная карьера
Юрасек — воспитанник «Карвины» и пражской «Славии». 21 ноября 2020 года в матче против «Опавы» он дебютировал в Первой лиге в составе последнего. В начале 2021 года для получения игровой практики Юрасек на правах аренды перешёл в «Селье и Белло». 7 марта в матче против «МАС Таборско» он дебютировал во Второй лиге Чехии. 30 апреля в поединке против «Высочины» Матей забил свой первый гол за «Селье и Белло». Летом 2021 года Юрасек был арендован «Карвиной». 24 июля в матче против «Пардубице» он дебютировал за новую команду. 25 августа в поединке Кубка Чехии против «Славицина» Матей забил свой первый гол за «Карвину». В начале 2022 года Юрасек снова на правах аренды выступал за «Сель и Белло». Летом того же года он вернулся в «Славию». 6 ноября в поединке против «Баника» Матей сделал «дубль», забив свои первые голы за основной состав. 

## Международная карьера
В 2023 году Юрасек в составе молодёжной сборной Чехии принял участие в молодёжном чемпионате Европы в Румынии и Грузии. На турнире он сыграл в матчах против команд Англии и Германии. 
26 марта 2024 года в товарищеском матче против сборной Армении дебютировал за главную сборную страны. Чехия одержала победу со счётом 2:1.

## Статистика выступлений за сборную
| Матчи за сборную Чехии | Матчи за сборную Чехии | Матчи за сборную Чехии | Матчи за сборную Чехии | Матчи за сборную Чехии | Матчи за сборную Чехии    | Матчи за сборную Чехии |
| ---------------------- | ---------------------- | ---------------------- | ---------------------- | ---------------------- | ------------------------- | ---------------------- |
| №                      | Дата                   | Оппонент               | Счёт                   | Голы                   | Соревнование              |                        |
| 1                      | 26 марта 2024          | Армения                | 2:1                    | -                      | Товарищеский матч         |                        |
| 2                      | 7 июня 2024            | Мальта                 | 7:1                    | 1                      | Товарищеский матч         |                        |
| 3                      | 22 июня 2024           | Грузия                 | 1:1                    | -                      | ЧЕ-2024. Групповая стадия |                        |
| 4                      | 26 июня 2024           | Турция                 | 1:2                    | -                      | ЧЕ-2024. Групповая стадия |                        |